# Лемурка
Лемурка (Newtonia) — рід горобцеподібних птахів родини вангових (Vangidae). Включає п'ять видів.

## Поширення
Ендеміки Мадагаскару. Трапляються в лісі або на чагарниках.

## Опис
Дрібні птахи завдовжки до 12 см. Оперення сіре або коричневе, на череві світліше. Дзьоб прямий. Живляться комахами.

## Види
- Лемурка бура (Newtonia amphichroa)
- Newtonia lavarambo
- Лемурка сіра (Newtonia brunneicauda)
- Лемурка буролоба (Newtonia archboldi)
- Лемурка рудохвоста (Newtonia fanovanae)